# So Much for So Little
So Much for So Little é um filme-documentário em curta-metragem estadunidense de 1949 dirigido e escrito por Chuck Jones e Friz Freleng. Venceu o Oscar de melhor documentário de curta-metragem na edição de 1950, ao lado de A Chance to Live.

## Roteiro
O desenho começa afirmando que, anualmente, 118.481 bebês - dos mais de dois milhões de nascidos - morrerão antes de completar seu primeiro aniversário. A partir daí, somos mostrados a John E. Jones, um bebê que, a menos que seja mantida uma boa supervisão do ambiente e o próprio John receba consistentemente bons cuidados de saúde, pode potencialmente aumentar essa estatística.
A maior parte da vida de John é retratada: seus anos de escola, casamento, a vida como pai, etc. Ao longo do caminho, as informações dos serviços de saúde são detalhadas. Antes do filme terminar, ele retorna a John quando bebê, lembrando ao público a importância da disponibilidade adequada e contínua de cuidados para garantir que ele desfrute de uma vida robusta e plena.
Os espectadores são informados de que custa a cada americano apenas três centavos por semana para proteger o bem-estar de John e de todos os bebês.